# Kevin Sydney
Kevin Sydney, también llamado Changeling (Cambiante en España) o Morfo, es un personaje ficticio que aparece en los cómics estadounidenses publicados por Marvel Comics. Creado por el escritor Roy Thomas y el artista Werner Roth, el personaje apareció por primera vez en The X-Men #35 (agosto de 1967).
Apareció por primera vez como Changeling, un mutante con el poder de alterar su aspecto. Durante un tiempo fue adversario de los X-Men pero terminó uniéndose al equipo de Charles Xavier, donde murió durante una batalla. El personaje fue reintroducido como Morfo en la década de 1990 para la serie de televisión X-Men y en el año 2001 como parte del equipo de los Exiles. Aunque ambos personajes son Kevin Sydney, Changeling y Morfo son personajes de diferentes realidades del Multiverso Marvel.

## Historial de publicaciones
La primera serie de apariciones ocurrió en 1967-1968 cuando apareció en The X-Men #37–42 como Changeling. Aunque murió al final de esta carrera, se pensó que había sido visto como un fantasma en Excalibur: The Possession (1991) y regresado como un zombi en The Sensational She-Hulk # 34-35 (1991-1992).
Más tarde, el personaje fue reintroducido como un personaje cómico de alivio tranquilo para X-Men: La serie animada. Según el libro detrás de escena del showrunner Eric Lewald, Anteriormente en X-Men: The Making of an Animated Series, los creadores (incluido el escritor Mark Edward Edens) tenían la intención de que Ave de Trueno fuera el sacrificio inicial de la serie, pero se sintieron incómodos, con la idea de matar a un personaje nativo americano. Al escanear los libros X en busca de un sustituto, se encontró el personaje Changeling y se reutilizó para la serie. El nombre en clave de Sydney se cambió a Morph porque DC Comics poseía la marca registrada "Changeling" cuando debutó la serie.
La primera aparición de Morph en un cómic fue X-Men Adventures #1 de 1992, que adaptó el piloto de televisión "Night of the Sentinels". Luego, en 1995, inspirado en el personaje de la serie animada, apareció un nuevo Morph en el evento cruzado "Era de Apocalipsis", debutando en el cómic one-shot X-Men Alpha. El personaje sufrió un cambio drástico de apariencia para este evento, apareciendo con la piel blanca y sin pelo. Luego, en 2001, Marvel presentó una versión de realidad alternativa de este Morph, de la Tierra-1081. Apareció por primera vez en Exiles #1.

## Biografía ficticia

### Changeling (Tierra 616)
Kevin Sydney,conocido solo como "Changeling", originalmente trabajaban para la organización de villanos "Factor Tres", integrada también por Banshee, Blob, Dazzler, Unus el Intocable, Vanisher y El Ogro. Actuó como el segundo al mando del equipo, en un esfuerzo para desencadenar la Tercera Guerra Mundial. Tras capturar a los X-Men, el líder del equipo, Mutant Master se reveló como una entidad extraterrestre y Factor Tres se unió a los X-Men para derrotar al villano.
Tras la derrota del grupo, Changeling intentó reformarse. Él reveló al Profesor Charles Xavier, que estaba sufriendo de una enfermedad terminal no especificada con sólo unos pocos meses de vida y quería expiar sus fechorías. Xavier reclutó a Changeling para actuar como un sustituto, sin el conocimiento de los X-Men, mientras que él se aislaba para preparar una defensa contra la invasión de los alienígenas Z'Nox. Changeling, haciéndose pasar por el Profesor X, dirigió a los X-Men para derrotar al subterráneo Grotesk. Fue herido mortalmente en la batalla contra Grotesk por la explosión de una máquina y en consecuencia murió. Los X-Men descubrieron la verdad poco después.
Cuando la mística Darkhölme fue recreada, el espíritu de Changeling aprovechó la oportunidad para poseer a Meggan. Enojado con Xavier, Changeling buscó venganza en su contra. Sin embargo, Merlyn más tarde reveló que esto no era más que fantasía para confundir a Excalibur.
Tiempo después, Changeling volvió otra vez y combatió a She-Hulk, al ser resucitado como un zombi por el hechicero Black Talon para formar parte del equipo X-Humed. Fue Changeling el que finalmente rompió el control de Talon, dándole el tiempo suficiente a She-Hulk para derrotarlo y poner a los zombis de nuevo a descansar.

### Morfo (Tierra 1081)
Morfo era un héroe en la Tierra-1081, miembro de los Nuevos Mutantes, X-Men y Los Vengadores. Después de ser extraído de su línea temporal el "Timebroker" le explica que un evento ha alterado su línea temporal y él terminará por no controlar sus poderes, acabando en un estado comatoso y convirtiéndose en una masa sin forma de sustancia blanca en el laboratorio de Bestia. El "Timebroker" le ofrece unirse al equipo de Exiliados, que viajan fuera del continuo espacio tiempo, con la esperanza de algún día encontrar una solución a su situación.
Más tarde, se enamora plátonicamente de su compañera mutante Mancha Solar, aunque ella es lesbiana. Morfo siempre cuida de ella y tras su muerte queda emocionalmente afectado.
Fue poseído por algún tiempo por la entidad conocida como Proteus, hasta que fue liberado del control del villano por Sabretooth y Psylocke al dañar el Palacio de Cristal.

## Poderes
Changeling es un mutante con capacidades metamórficas, afectando su poder también a la ropa que utilizaba. El también poseía un nivel no revelado de telepatía.
El Morfo de los Exiliados tiene una ligera variación de sus poderes: él ha revelado que su cuerpo es una especie de "plastilina" sumamente maleable, por lo que él no cambia su cuerpo, simplemente lo altera.

## En otros medios

### Televisión
Morfo (a veces traducido como Camaleón) aparece en X-Men, la serie animada con voz de Ron Rubin en la versión original. Es un miembro de los X-Men y un amigo cercano de Wolverine, posee poderes de metamorfósis. Cuando fue asesinado por los Centinelas en el segundo episodio de la serie, Wolverine estaba consternado por su muerte, él afirma que Morfo fue el único que le hizo reír y culpó a Cíclope por dejarlo atrás, pero más tarde se supo que estaba vivo.
Reapareció en la segunda temporada como un villano recurrente, que fue impulsado constantemente a la locura por los recuerdos de su muerte. Se encontraba trabajando en un circo usando sus poderes mutantes para disfrazarse. Con el tiempo, se reveló que Mr. Siniestro tomó su cuerpo destrozado y lo trajo de vuelta a la vida, lavándole el cerebro e implantándole una parte de él. Estaba dividido en dos personalidades: una que amaba a sus compañeros de equipo, los X-Men, y otra que los odiaba por haberlo dejado atrás. Su mejor amigo, Wolverine se quedó asombrado al descubrir que estaba vivo, aunque él estaba fluctuando entre el bien y el mal. Morfo ayudó en la batalla al final de la temporada, "Reunión (Parte 2)", donde junto a Cíclope, destruyó temporalmente a Mr. Siniestro. Charles Xavier finalmente le quitó los implantes, pero determinó que el daño psicológico necesitaba rehabilitación.
Morfo apareció en dos episodios más como un paciente en la Isla Muir antes de protagonizar el episodio de "Courage". Moira MacTaggert había curado su inestabilidad mental y se reincorporó al equipo, pero cuando se enfrentan a los Centinelas de nuevo, Morfo recibido una memoria flash-back y estaba aterrorizado. Este temor más tarde causó el secuestro del profesor X por Molde Maestro. Morfo venció su miedo y mostró una gran capacidad de lucha para rescatar al profesor-X. Destruyó a Molde Maestro, usando sus poderes para cambiar su forma a la de Ángel, Sasquatch, Mystique y Omega Rojo. Aunque esta fue una gran victoria y sus amigos le dieron la bienvenida al equipo, Morfo se sentía inseguro de sí mismo y dijo que tenía que trabajar más en su salud mental en la Isla Muir.
Hace una pequeña aparición en el episodio "Beyond Good and Evil (Part 1)" durante la boda de Scott y Jean, sentado junto a Júbilo. Su última aparición fue en la final de la serie "Graduation Day", donde apareció brevemente como el Profesor-X, mientras este estaba enfermo.

#### X-Men 97'
Morph aparecerá en X-Men '97, con la voz de J.P. Karliak. A partir de los evento de la serie, adoptó una forma predeterminada sin rasgos distintivos y pasó a identificarse como una persona de género no binario.